# 갈라파고스신천옹

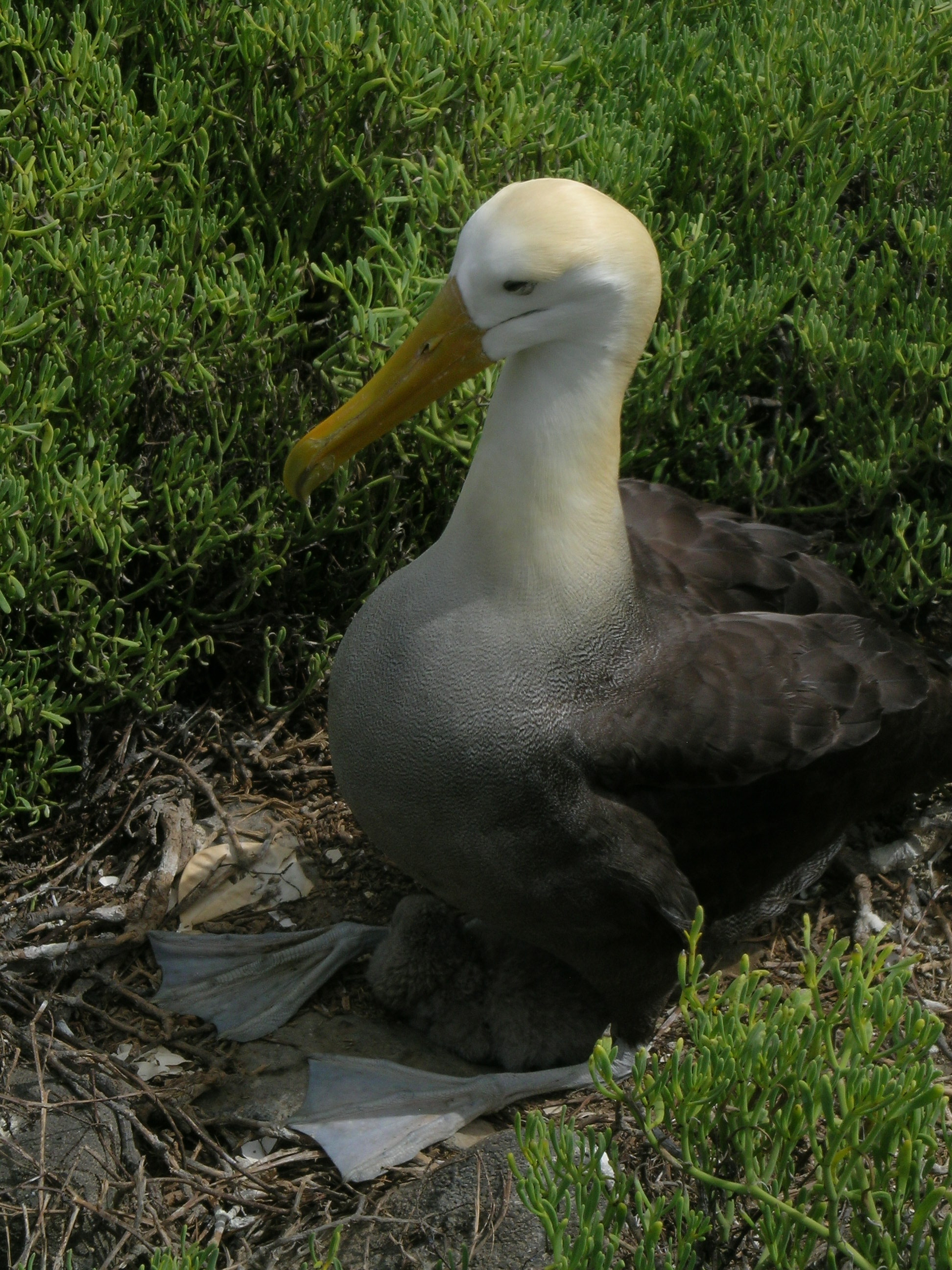
갈라파고스신천옹

갈라파고스신천옹(Waved Albatross, 학명: Phoebastria irrorata, Galapagos Albatross)는 열대 지방의 신천옹과에 속하는 유일한 개체이다.

## 분포
먹이를 찾아다닐 때는 동쪽 1000 km 거리의 페루 해안에서 떨어진 단일 서식지로 난 직선로를 따라간다. 비번식기에는 주로 에콰도르의 갈라파고스 제도 등지와 페루의 해안 지대에 서식한다.

## 분류
갈라파고스신천옹은 신천옹과(Diomedeidae)에 속하는 유형의 신천옹이며, 슴새목에서 왔다.

## 같이 보기
- 갈라파고스 제도